# Junji Sato
Junji Sato (佐藤 淳志 Sato Junji?,  nacido el 4 de febrero de 1975 en Yamagata) es un exfutbolista japonés. Jugaba de defensa y su último club fue el Montedio Yamagata de Japón.

## Trayectoria

### Clubes
| Club              | País  | Año         |
| ----------------- | ----- | ----------- |
| Montedio Yamagata | Japón | ???? - 2001 |